# Ernest Gellner

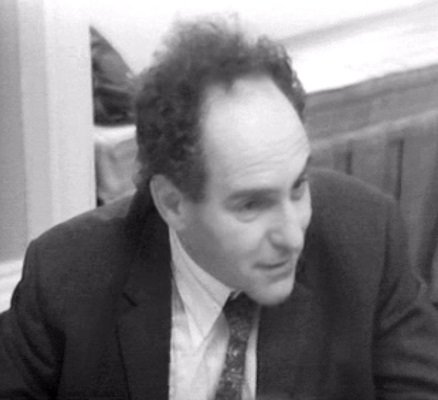
Ernest Gellner

Ernest Gellner, född 9 december 1925 i Paris, död 5 november 1995 i Prag, var en brittisk socialantropolog. Han var 1962–1983 professor i filosofi, logik och vetenskapsteori med särskild inriktning på sociologi vid London School of Economics and Political Science, därefter professor i socialantropologi i Cambridge. Gellner är känd som den mest framstående förespråkaren för den modernistiska identitets- och nationalitetsteorin. Gellner var också Anthony D. Smiths lärare, som senare kom att bli grundare till den skola som menade tvärtemot Gellner i dennes lära.

## Antropologi och vetenskapskritik
Ernest Gellner har bidragit till flera debatter rörande antropologiska grundproblem, till exempel "rationalitetsdebatten" och debatter om förhållandet mellan språket och världen. Essäsamlingarna Thought and Change (1964), Spectacles and Predicaments (1974) och Relativism and the Social Sciences (1985), där han beskriver sig själv både som positivist och funktionalist, framstår han som en stark försvarare av antropologin som vetenskap, när han riktar kritik mot såväl hermeneutiken, den wittgensteinska språkfilosofin (såsom den företräds av Peter Winch) och, närmare i tiden, "postmodernismen". Som antropolog har Gellner specialiserat sig på Marocko och andra muslimska samhällen och blivit den främste talesmannen för uppfattningen att marockansk stampolitik styrs av segmentär opposition. Han har utfört fältarbete i Maghreb (Nordvästafrika), och publicerade i det sammanhanget artikelsamlingen Muslim Society (1981).
The Psychoanalytic Movement (1985) är en kraftfull kritik av psykoanalysen som Gellner avfärdar på epistemologiska och logiska grunder, samtidigt som han ger en sociologisk förklaring till dess stora inflytande. Reason and Culture (1991) vidareutvecklar perspektiven på det moderna samhället, men utifrån en mer filosofisk ståndpunkt, då fokus ligger på spänningen mellan upplysning och romantik i europeiskt tänkande - mellan "förnuft" och "kultur", och mellan medborgerliga rättigheter och nationalism. I Postmodernism, Reason and Religion (1992) angriper han den epistemologiska relativismen inom antropologin, gör en bedömning av förtjänster och brister hos den religiösa fundamentalismen, och avslutar med ett mycket frispråkigt försvar för vetenskapen som källa till förståelse.
Han har också ägnat Östeuropa stor uppmärksamhet och i ett flertal skrifter analyserat marxistisk antropologi och samhällsvetenskap. Flera av Gellners senare arbeten har behandlat historiska ämnen. I Nations och Nationalism (1983) lanserar han en uppmärksammad teori om nationalismens uppkomst. Plough, Sword and Book (1988) är en tolkning av grunddragen i människans historia. Den rymmer också en sammanfattning av flera av upplysningsmannen Gellners huvudidéer, till exempel kritiken av romantiken och relativismen inom samhällsvetenskapen i allmänhet och antropologin i synnerhet.

## Nationalismforskningen
Gellner är känd som den mest framstående förespråkaren för den modernistiska identitets- och nationalitetsteorin. Nations och Nationalism representerar en konsekvent utförd och massiv kritik mot den då etablerade forskningen på området. Han dekonstruerar de centrala teserna från samtida primordialister som till exempel Anthony D. Smith, sin forne elev. Åsikterna om etnicitetens betydelse för nationalismens framväxt reduceras uteslutande till ett manipulativt propagandasyfte. Han attackerar idén att nationsbildandet har sin främsta grund i den gemensamma etniciteten och/eller historien. Gellners analys är därvid modernistisk: när människan övergav jordbruket för stadslivet övergick den agrara kulturen med strukturell nödvändighet till nationalism. Nationalismen är en idé som lever kvar från det moderna industrisamhället. Analysen blir härvid närmast instrumentell till sin betoning: industrisamhället splittrade upp det gamla agrarsamhällets mikroregioner i större konglomerat av handel och informationsbyte. Med en ökad rörlighet av arbetskraft och varor byggdes de nya infrastrukturerna kring handel, utbildning och information. 
Nationalismen blev den enande ideologin för att sammanhålla de splittrande samhällsprocesserna i detta historiska skede. En medelklass av tjänstemän, ingenjörer och intellektuella kom här, genom statlig sanktionering, att verka som den egna nationens kulturförklarare. Genom framväxande discipliner som arkeologi, filologi, antropologi, etnologi, geografi osv. skapades vetenskapliga argument för såväl nationens förhistoriska arv som dess samtida nationellt kulturella karaktär.
Nationen måste därför förstås ur funktionell synvinkel. Nationalismen uppkommer inte som frukten av ett etniskt, uråldrigt, uppvaknande. Nationalismen är baserad på en djupt internaliserad och utbildningsberoende högkultur som försvaras av den egna statens representanter. Nationstänkandet fungerar därmed som en sekulariserad ersättning för det agrara samhällets religion och samhällsordning. Vi bör därför inte i första hand fråga oss hur nationerna uppstod, utan varför. Svaret Gellner ger är materialistiskt grundat: Med en ökad geografisk och social mobilitet växer behovet av en enhetlig kultur och enhetliga livsvärden fram. Industrisamhällets individuella anonymitet i kombination med dess strukturella krav på kulturell homogenitet, frammanar med nödvändighet den enhetliga nationskulturen. Härvid blir den nationella modellen, genom ett slags "omständigheternas diktatur", den mest effektfulla formeln för att etablera en statlig enhetsekonomi och mellanstatlig handelsorganisation. Så långt det också är nationalismen som föregår nationen, inte tvärtom - som nationalismens förespråkare gärna vill göra gällande. Nationer skapas för att de behövs, inte för att de är naturliga.